# Sanem
Sanem (tyska: Sassenheim, luxemburgiska: Suessem) är en kommun i kantonen Esch-sur-Alzette i Luxemburg. Antalet invånare är 15.047. Arean är 24,4 kvadratkilometer. Sanem gränsar till Esch-sur-Alzette, Differdange och Käerjeng. 
Huvudort är orten Sanem
I kommunen ligger kullen Zolwerknapp (tyska: Zolver Knapp), 422 meter hög, strax nordväst om byn Soleuvre (tyska och luxemburgiska: Zolwer). 

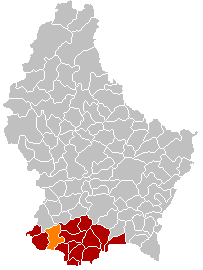
Sanem markerad med orange i karta över Luxemburg

## Bildgalleri

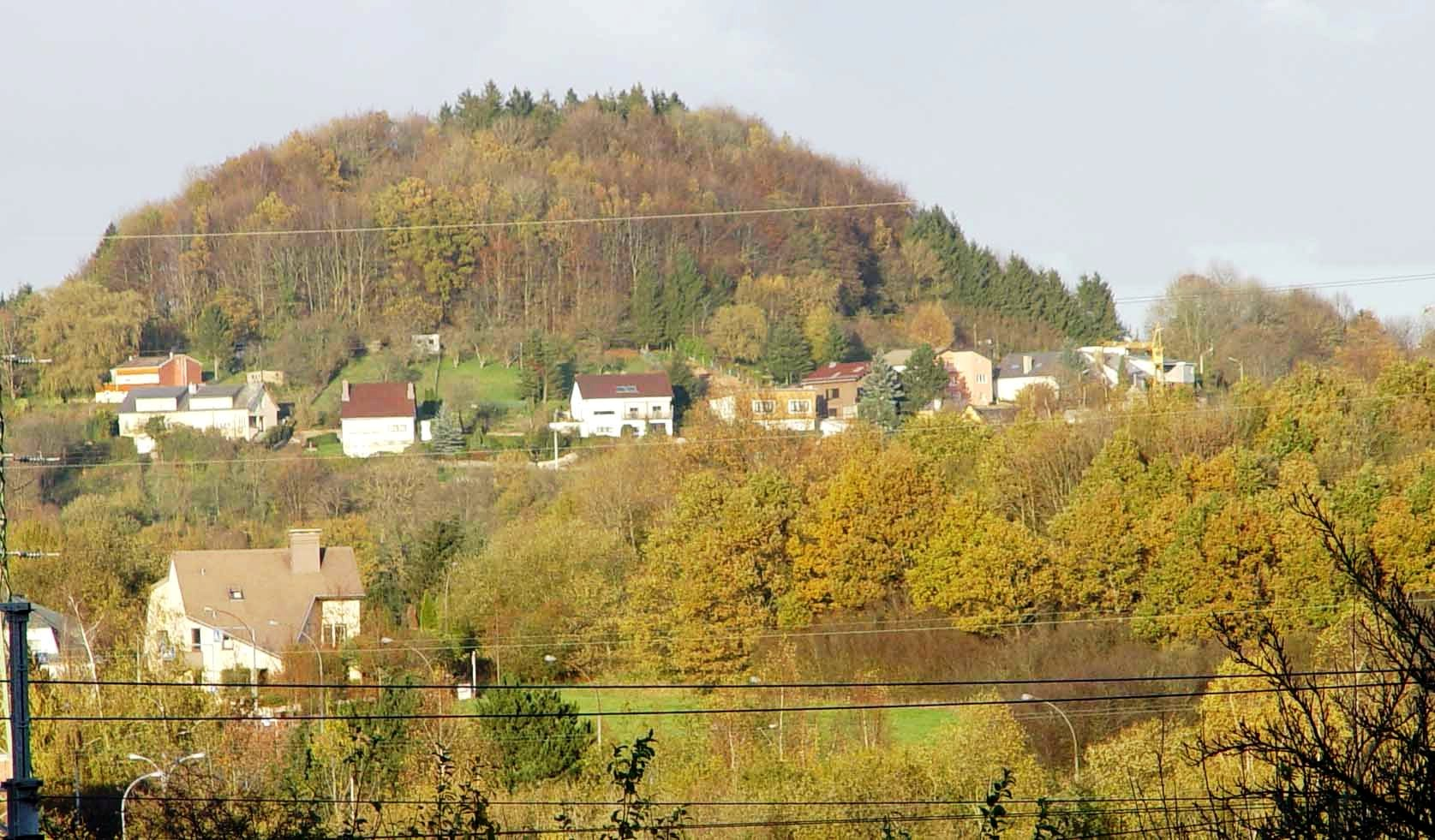
Zolwerknapp
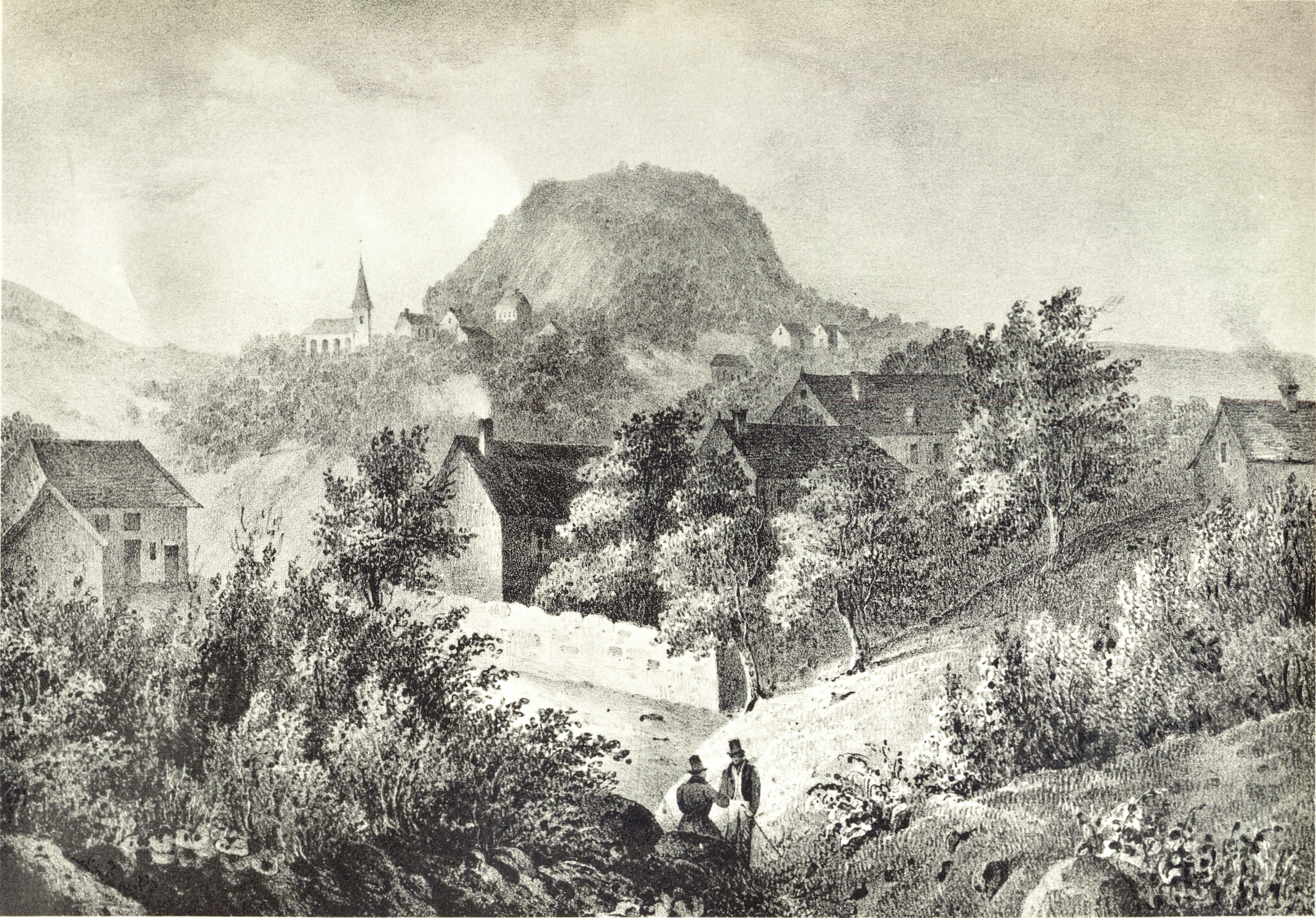
Zolwerknapp, teckning av Jean-Pierre Schmit, omkring 1834